# Gerard Brantsen
Gerard Brantsen, né le 10 janvier 1735 à Arnhem et mort dans cette ville le 21 décembre 1809, est un diplomate et homme politique néerlandais. Maire d'Arnhem à plusieurs reprises, il a notamment été ambassadeur des Provinces-Unies en France et membre de la Régence d'État, l'organe exécutif de la République batave, de 1801 à 1805.

## Provinces-Unies
Gerard Brantsen est un orangiste issu d'une famille de régents d'Arnhem, dans la province de Gueldre. Entre 1750 et 1755, il étudie le droit à l'université de Leyde. En 1760, il entre au vroedschap d'Arnhem, devient échevin et maire de la ville en 1762, 1765, 1772 et 1778. Il est représentant de la Gueldre aux États généraux des Provinces-Unies en 1762 à 1782.
En 1782, il est nommé ambassadeur à Paris et participe aux négociations du traité de Paris qui met fin à la Quatrième guerre anglo-néerlandaise.

## République batave et Royaume de Hollande
À la fin de 1794, les armées révolutionnaires françaises envahissent le Brabant néerlandais. Brantsen est envoyé à Bois-le-Duc en tant que négociateur avec le général Pichegru. Les négociations avortent et Pichegru envahit le reste des Provinces-Unies, déclenchant la Révolution batave qui a pour conséquence la fuite du stathouder Guillaume V d'Orange et la proclamation de la République batave. Brantsen est une nouvelle fois chargé d'entamer les négociations de paix avec les Français à Paris. Il est remplacé peu après par les révolutionnaires Blauw et Meijer.
Orangiste, il se tient à l'écart de la politique jusqu'en 1801 et vit en exil à Paris. Le 16 octobre 1801, il est appelé à la Régence d'État, après l'abolition du serment de haine à la maison d'Orange-Nassau. Bransten est le plus éminent représentant des orangistes ralliés aux patriotes. À la fin du mois de juillet 1803, il fait partie, avec Jan Bernd Bicker et Maarten van der Goes, de la députation du gouvernement batave envoyée à Bruxelles auprès de Napoléon Bonaparte, en visite dans les départements français de Belgique. Il reste membre de la Régence d'État jusqu'à sa dissolution le 29 avril 1805. 
Brantsen est alors envoyé à Paris comme ministre plénipotentiaire. Il succède à Rutger Jan Schimmelpenninck, devenu grand-pensionnaire de la République batave. Il est chargé de négocier avec Napoléon Ier et Talleyrand la transformation de la République batave en Royaume de Hollande, dont la couronne est confiée à Louis Bonaparte, le frère de l'empereur. Le 4 juillet 1806, il est fait grand maître des cérémonies de Louis. À ce titre, il joue un rôle important dans la création de l'ordre de l'Union en décembre 1806. Il est ensuite grand chambellan du roi, du 3 février 1808 à sa mort.